# Динамичко скалирање учестаности
Динамичко скалирање учестаности (такође познато као CPU регулисање) је техника у архитектури рачунара где се фреквенција од микропроцесора може аутоматски подесити "у лету", било да сачува напајање или да смањи количину топлоте генерисане од стране чипа. Динамичко скалирање учестаности се најчешће користи у лаптоповима и другим мобилним уређајима, где енергија долази из батерије и на тај начин је ограничена. Такође се користи у Тихим рачунарима и да се смање трошкови енергије и хлађења у преоптерећеним машинама. Мање излазне топлоте, заузврат, омогућава да расхладни системи буду загушени или искључени, смањује ниво буке и даље смањује потрошњу енергије. Такође се користи за смањење топлоте у недовољно расхлађеним системима када температура достигне одређени праг, као што је у слабо расхлађеним оверклокинг системима.
Динамичко расипање (мењање напона) енергије по јединици времена од стране чипа је C·V2·A·f, где је C капацитет који се укључи по циклусу, V је напон, A је Фактор Активности (енгл. Activity Factor)) који указује на просечан број комутационих догађаја подврнутих од стране транзистора у чипу и f је учестаност пребацивања (као неименована количина).
Напон потребан за стабилан рад одређује се фреквенцијом на којој је струјно коло тактовано, и може се смањити ако је такође смањена фреквенција. Динамичка струја не учествује са укупним напоном чипа, међутим, такође постоји и статичка струја, првенствено због различитог пропуштања струје.
Пропуштање струје је постало све више и више важно као својство, величина је постала мања и нижи су нивои прага. У уметности дизајнирања сабмикрометарске технологије 2008. године, динамична струја чини око две трећине укупне струје чипа, што ограничава ефикасност скалирања учестаности.
Динамичко скалирање напона је још једна техника очувања напона која се често користи у комбинацији са скалирањем учестаности, као учестаност на којој чип може радити, односи се на радни напон.
Ефикасност неких електричних компоненти, као што су регулатори напона, смањује са повећањем температуре, тако да струја која се користи може да се повећа са температуром. Пошто повећање употребе енергије може повећати температуру, повећање у напону или учестаности може повећати системске захтеве за напајање, шак и више него што указује CMOS формула и обрнуто.

## Утицај перформанси
Динамичко скалирање учестаности смањује број инструкција процесора које он може издавати у датом временском периоду, чиме се смањују перформансе. Дакле, то се обично користи када оптерећење није CPU-граница.
Динамичко скалирање учестаности по себи се ретко исплати као начин да се сачува регулисање напона. Чување највише напона захтева динамичко скалирање напона, због V2 компоненте и чињенице да су модерни процесори снажно оптимизовани за стање мировања ниског напајања. У већини случајева константног напона је ефикасније да се кратко ради максималном брзином и остане у дубоком стању мировања дуже (под називом "трка до мировања"), него што је да се ради по сниженој стопи радног такта дуже време и да се само кратко остане у стању лаког мировања. Међутим, смањење напона заједно са тактом можете променити те компромисе.
Повезана-али-супротна техника је оверклокинг, при чему су перформансе процесора повећане тако што се појачава (динамички) учестаност процесора изван пројектне спецификације произвођача.
Једна од главних разлика између њих је у томе што у савременим PC системима оверклокинг се углавном врши преко предње магистрале (углавном због тога што је мултипликатор нормално закључан), али динамичко скалирање учестаности је обављено са мултипликатором. Штавише, оверклокинг је често статичан, док је динамичко скалирање учестаности увек динамично. Софтвер често може укључити учестаност оверклокинга у алгоритам скалирања учестаности, ако су дозвољени ризици разградње чипа.

## Имплементација
Интелова CPU технологија реулисања, SpeedStep, се користи у њиховој производњи процесора за мобилне телефоне.
AMD користи две различите CPU технологије регулисања. АМД-ова Cool'n'Quiet технологија се користи на њиховј производњи процесора за десктоп и сервер рачунаре. Циљ Cool'n'Quiet-а није да сачува живот батерије, као што се не користи у AMD-овој производњи процесора за моблине телефоне, већ са циљем да производи мање топлоте, што заузврат омогућава систему вентилатора да се окреће до споријих брзина, што резултује у хладнији и тиши рад, отуда и назив технологије. АМД-ова PowerNow! CPU технологија регулисања се користи у производњи процесора за моблине телефоне, мада неки подржавају процесоре попут AMD K6-2+, који се могу наћи у рачунарима.
VIA Technologies процесори користе технологију названу LongHaul (УштедаЕнергије), док се Трансметова верзија зове LongRun.
36-процесорски AsAP 1 чип је међу првим мулти-језгарним процесорским чиповима за подршку потпуно неограничене операције радног такта (захтева само да су учестаности испод максимално дозвољене), укључујући произвољне промене у учестаности, почетку и заустављању. 167-процесор AsAP 2 чип је први мулти-језгарни процесорски чип који омогућава индивидуалне процесоре да би направио у потпуности неограничене промене на својим фреквенцијама такта.
Према ACPI спецификацијама, радна стања C0 модерног процесора могу се поделити на такозвана "P"-стања (стања перформансе) која омогућавају смањење стопе радног такта и "Т"-стања (стања регулисања) што ће додатно успорити регулисање процесора (али не и стварни радни такт) убацивањем STPCLK (стоп такт) сигнала и тако изостављајући услове рада циклуса.